# Copipanolis styracis
Copipanolis styracis är en fjärilsart som beskrevs av Achille Guenée 1852. Copipanolis styracis ingår i släktet Copipanolis och familjen nattflyn. Inga underarter finns listade i Catalogue of Life.